# Plumíferos
Plumíferos este un film de animație, compus pe computer, creat de Manos Digitales Animation Studio. Este primul film artistic de lung metraj creat complet numai cu programe open source (animația este făcută folosind programul Blender). Unele scene din film au fost arătate, pentru prima oară, la Conferințele Blender din 2005 și 2006, iar un teaser a fost lansat mai târziu, arătând una dintre păsările din film. Primul trailer oficial a fost lansat pe 10 martie 2007 la Festivalul de film Mar del Plata.

## Intrigă
"Este un univers separat care există la câțiva metri deasupra noastră. Ele sunt păsările orașului pe care le poți găsi în fiecare copac și la fiecare colț."
Juan este o vrabie care se simte obișnuită și își subestimează rasa. În mod accidental, el își schimbă colorarea, făcându-l să se simtă unic, lucru din cauza căruia își va pune viața în pericol.
Feifi este un canar frumos care reușește să scape din cușca unui network tycoon (Sr. Puertas, în Engleză, Mr. Gates) și încearcă să-și trăiască noua viață în libertate, ca alte păsări obișnuite.
Amândoi vor trebui să facă față unui stil de viață diferit și vor reuși doar împreună cu prietenii lorȘ (Libia, porumbelul; Pipo, pasărea colibri; Clarita, liliacul; și câțiva alții). O pisică neîndemânatică, câțiva nagâți sudici nebuni și  Domnul Puertas le vor face viața chiar mai rea. Juan și Feifi vor încerca să-i facă să se simtă cu adevărat liberi.

## Dezvoltare
Proiectul este, deocamdată, oprit din cauza lipsei banilor.

## Voci
| Actor            | Rol (voce)  |
| ---------------- | ----------- |
| Luisana Lopilato | Feifi       |
| Mariano Martínez | Juan        |
| Carla Peterson   | Clarita     |
| Mirta Wons       | Libia       |
| Luis Machín      | Sr. Puertas |
| Peto Menahem     | Pipo        |

## Adrese externe
- Site-ul oficial
- Official Plumíferos wiki
- Plumíferos la Internet Movie Database
- Video conference with creators (2006, 69 mins)
- Interview with one of the makers  (Google translation)
- Manos Digitales
- Trailer la Youtube